# 트레지 FC
트레지 푸치보우 클루비(Treze Futebol Clube)는 트레지라고도 불리며, 1925년에 창단한 브라질 파라이바주 캄피나그란지를 연고로 하는 축구팀이다. "트레지"(Treze)는 포르투갈어로 13을 뜻한다. 2018년 현재 전국 4부 리그 캄페오나투 브라질레이루 세리이 D와 파라이바 주리그 캄페오나투 파라이바누에 참가하고 있다. 구단의 최대 라이벌은 같은 연고지를 공유하는 캄피넨시 클루비이며, 이들의 경기는 "마이오라이스"라 불린다. 이 더비 경기는 브라질 교외 축구 중에서는 가장 주요한 더비로 꼽힌다.
구단명은 창립자가 13명이었던 것에 착안하여 지어졌고, 상징물은 수탉으로 브라질의 노름 중 하나인 조구 두 비슈에서 숫자 13을 상징하는 동물이 수탉이었기 때문이다.

## 역사
1925년 9월 7일 안토니우 페르난지스 비오카 외 12명의 축구 팬들이 모여 축구단을 창단하였다. 창단 멤버가 열 세명이었던 것을 토대로, 구단명을 "트레지 FC"로 지었다. 트레지(Treze)는 포르투갈어로 13을 뜻한다. 1926년 5월 1일 구단의 첫 공식 경기가 펼쳐졌으며, 최초 득점자는 플라시두 베라스로 창립자 13인 중 한 명이었다.
1939년 파라이바 주리그 캄페오나투 파라이바누에 처음으로 참여하였다. 1940년 파라이바누에서 우승을 차지하였다. 1966년에는 파라이바누에서 무패 우승을 달성하였으며, 12승 2무 5실점을 기록하였다.
1986년 캄페오나투 브라질레이루 세리이 B에서 우승을 차지하고, 1987년 캄페오나투 브라질레이루 세리이 A에 처음으로 진출하였다.

## 수상
- 캄페오나투 브라질레이루 세리이 B
  - 우승 (1회) : 1986
- 캄페오나투 파라이바누
  - 우승 (15회) : 1940, 1941, 1950, 1966, 1975, 1981, 1982, 1983, 1989, 2000, 2001, 2005, 2006, 2010, 2011

## 선수 명단

### 현역
참고: FIFA 자격 규정에 따라 소속된 국가대표팀 국기를 표시합니다. 선수는 복수의 FIFA 비회원국 국적을 가지고 있을 수 있습니다.
| 번호 | 포지션 | 국적 | 이름 |
| ---- | ------ | ---- | ---- |

| 번호 | 포지션 | 국적 | 이름 |
| ---- | ------ | ---- | ---- |
| -    | FW     |      | 산디 |

## 역대 감독
| 감독          | 임기 |
| ------------- | ---- |
| 주니뉴 폰세카 | 2002 |

틀:트레지 FC 선수 명단